# Chardonnières (arrondissement)
Chardonnières (em crioulo, Chadonyè), é um arrondissement do Haiti, situado no departamento do Sul. De acordo com o censo de 2003, Chardonnières tem uma população total de 64.847 habitantes.

## Comunas
O arrondissement de Chardonnières é composto por 3 comunas.
- Les Anglais
- Chardonnières
- Tiburon